# Verpillières-sur-Ource
Verpillières-sur-Ource é uma comuna francesa na região administrativa de Grande Leste, no departamento de Aube. Estende-se por uma área de 17,93 km². Em 2010 a comuna tinha 111 habitantes (densidade: 6,2 hab./km²).